# Colburn, Indiana
Colburn är en ort i Tippecanoe County i delstaten Indiana, USA.